# ۶۰۲ (خورشیدی)
۶۰۲ ششصد و دومین سال هجری خورشیدی است.